# Premis Fugaz
Els Premis Fugaz són els guardons atorgats de manera anual per CortoEspaña amb la finalitat de premiar als millors professionals en cadascuna de les diferents especialitats del curtmetratge espanyol. Pretenen ser la versió dels Premis Goya orientada al curtmetratge. El premi consisteix en una estatueta dissenyada per l'escultor Luis Crespo.
La cerimònia de lliurament dels premis té lloc a Madrid a la fi de maig i segueix un format similar al dels Premis Goya.

## Història
Els Premis Fugaz es van crear en 2017 com una extensió dels premis que fins llavors lliurava cada any el festival itinerant CortoEspaña. Per a això es va crear una comissió formada per més de cent persones, incloent alguns dels guanyadors d'aquests premis en anys anteriors, que va seleccionar als nominats en cadascun dels nou apartats i, finalment, els guanyadors. La primera edició del lliurament de premis es va celebrar el 25 de maig de 2017 en la Cineteca de Madrid, resultant premiat com a millor curtmetratge Como yo te amo, de Fernando García-Ruiz.
En 2018 la comissió encarregada dels premis ja arribava a incloure més de 300 persones i també es va ampliar el nombre de categories, que va arribar a 18. Es van incloure categories per a gèneres específics, com el documental i l'animació, i, com a picada d'ullet als Goya i altres premis que inclouen una categoria al millor curtmetratge, un premi per al millor llargmetratge de l'any anterior. La cerimònia es va traslladar al Palacio de la Prensai va tenir lloc el 24 de maig de 2018 amb el premi a Madre com a millor curtmetratge de l'any anterior. Es va tornar a lliurar un premi homenatge a una personalitat lligada al curt; en aquest cas a Javier Fesser pel seu "amor i implicació pel curtmetratge i el seu gust per les petites històries".
En 2019 l'organització va tornar a buscar un local encara més gran, celebrant el lliurament de premis en el complex Kinépolis de la Ciudad del Cine. Es van mantenir les divuit categories de l'any anterior i el premi al millor curtmetratge, lliurat en la gala celebrada el 23 de maig, va correspondre a Background, de Toni Bestard.

## Palmarès

### 2017
- Millor curtmetratge: Como yo te amo, de Fernando García-Ruiz
- Major número de premis: Como yo te amo (3)
- Major número de nominacions: Como yo te amo (6)
- Premi homenatge: Miguel Rellán

### 2018
- Millor curtmetratge: Madre, de Rodrigo Sorogoyen
- Major número de premis: Madre (4)
- Major número de nominacions: Nuestro viejo (y el mar) y Caronte (8)
- Premi homenatge: Javier Fesser

### 2019
- Millor curtmetratge: Background, de Toni Bestard
- Major número de premis: Background, Bailaora, Lo siento mi amor y La noria (2)
- Major número de nominacions: Bailaora y La guarida (10)
- Premi homenatgje: Daniel Sánchez Arévalo i Asunción Balaguer

### 2020
- Millor curtmetratge: El monstruo invisible, de Javier i Guillermo Fesser.[9]
- Major número de premis: Xiao Xian (5)
- Major número de nominacions: Xiao Xian (10)